# Leaky Black
Rechon Malik Black, detto Leaky (Concord, 14 giugno 1999), è un cestista statunitense, professionista nella NBA.

## Carriera
Dopo aver trascorso la carriera universitaria con i North Carolina Tar Heels, il 19 luglio 2023, dopo non essere stato scelto al Draft NBA, viene firmato dagli Charlotte Hornets con un two-way contract.

## Statistiche

### NBA

#### Regular season
| Anno      | Squadra           | PG | PT | MP   | TC%  | 3P%  | TL%  | RP  | AP  | PRP | SP  | PP  |
| --------- | ----------------- | -- | -- | ---- | ---- | ---- | ---- | --- | --- | --- | --- | --- |
| 2023-2024 | Charlotte Hornets | 26 | 3  | 10,9 | 48,1 | 45,0 | 66,7 | 1,8 | 0,9 | 0,3 | 0,4 | 2,7 |
| Carriera  | Carriera          | 26 | 3  | 10,9 | 48,1 | 45,0 | 66,7 | 1,8 | 0,9 | 0,3 | 0,4 | 2,7 |